# Krishna (distrito)
O distrito de Krishna é um distrito na região costeira do estado indiano de Andra Pradexe, com Masulipatão como sede administrativa. Tem uma área de 3.773 km². É cercado a leste pela baía de Bengala, a oeste por Guntur, Bapatla e ao norte pelos distritos de Eluru e NTR e ao sul novamente pela baía de Bengala.
Segundo o censo de 2011, este distrito tinha uma população de 1.735.079 habitantes e uma densidade populacional de 460 habitantes/km².